# Groß Lukow

Groß Lukow is een plaats en voormalige gemeente in de Duitse deelstaat Mecklenburg-Voor-Pommeren en maakt deel uit van de gemeente Klein Lukow in het district Mecklenburgische Seenplatte.

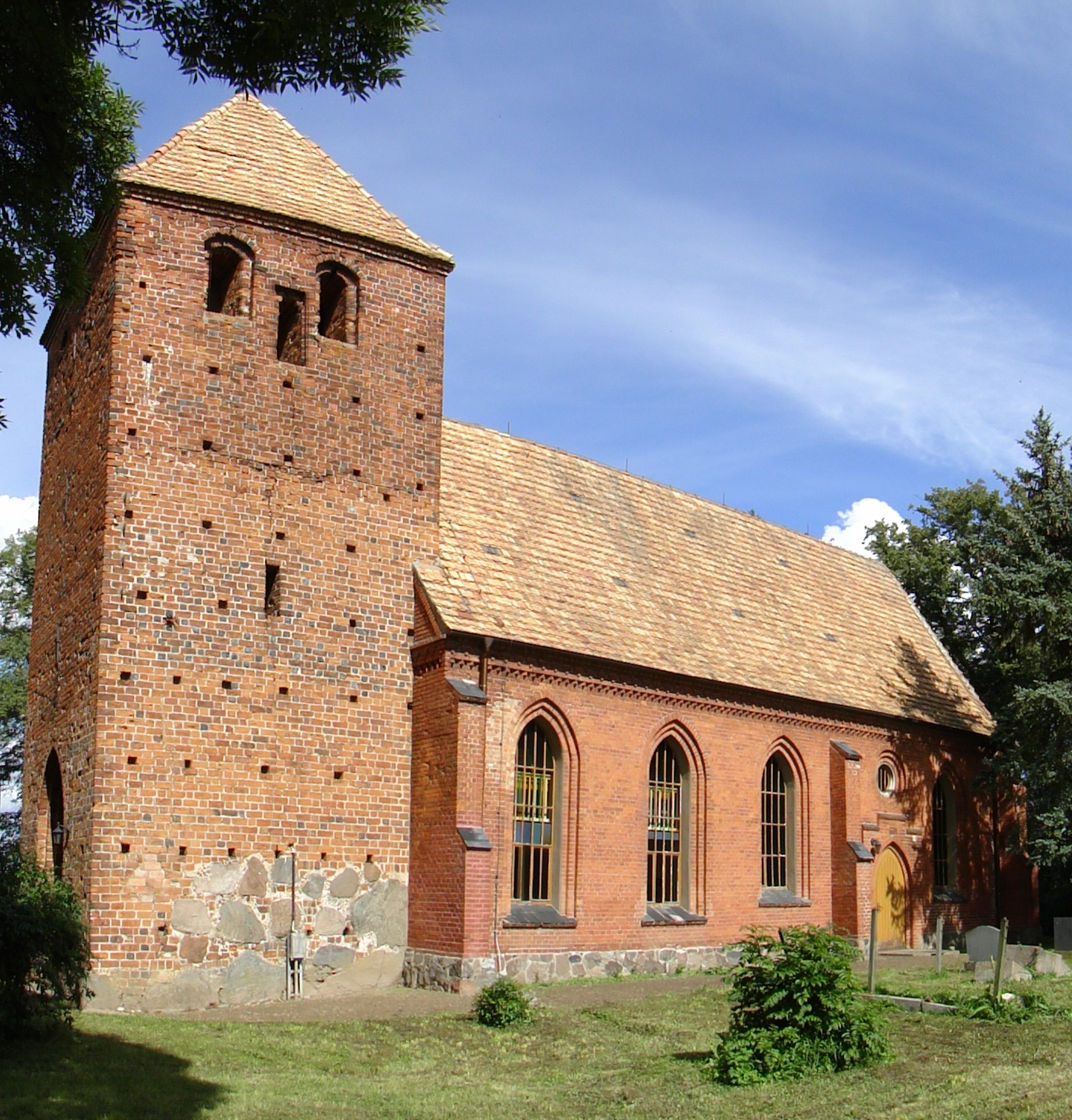
Kerk